# Moerasknobbelkopje
Het moerasknobbelkopje (Hypomma bituberculatum) is een spinnensoort in de taxonomische indeling van de hangmatspinnen (Linyphiidae).
Het dier komt uit het geslacht Hypomma. Hypomma bituberculatum werd in 1834 beschreven door Wider.